# Joachim Burmeister
Joachim Burmeister (ur. 5 marca 1564 w Lüneburgu, zm. 5 maja 1629 w Rostocku) – niemiecki teoretyk muzyki i kompozytor.

## Życiorys
Brak szczegółowych informacji na temat jego życia i działalności. Przypuszczalnie kształcił się w Johannisschule w Lüneburgu u Christopha Praetoriusa i Euriciusa Dedekinda. W 1586 roku rozpoczął studia na Uniwersytecie w Rostocku, gdzie w 1593 roku uzyskał tytuł magistra. Pełnił funkcję kantora w kościele św. Mikołaja i kościele Mariackim w Rostocku. Z jego kompozycji zachował się wyłącznie 4-głosowy zbiór Geistliche Psalmen (wyd. Rostock 1601).
Opublikował traktaty Hypomnematum musicae poeticae (1599), Musica autoschediastikē (1601), Musicae practicae sive artis canendi ratio (1601) i Musica poetica (1606). W tym ostatnim poruszył jako pierwszy problem retoryki muzycznej. Wydał też drukiem dzieło flamandzkiego teoretyka Heinricha Brucaeusa Musica theorica (1609).